# Кубът на страха
„Кубът на страха“ (на английски: Cube) е канадски научнофантастичен филм на ужасите от 1997 г.

## Сюжет
Внимание:  Текстът по-долу разкрива сюжета на произведението (или части от него)!
Бившият полицай Куентин е водач на група непознати, събудили се в различни стаи с форма на куб. Те не помнят как са се озовали там. Търсейки път навън, разбират, че някои стаи са със смъртоносни капани, докато други са безопасни.

## Актьорски състав
- Никол де Бур – Джоан Лийвън
- Моурис Дийн Винт – Куентин
- Ники Гуадани – д-р Хелън Холоуей
- Дейвид Хюлет – Дейвид Уърт
- Андрю Милър – Казан
- Уейн Робсън – Рен
- Джулиън Ричингс – Олдърсън